# Айрен
Айрен — (букв. — твір, написаний вірменською мовою) — особливий жанр вірменської лірики, позначений стійкими рисами композиції та віршування, перейнятий філософськими, еротичними та дидактичними мотивами.
Це переважно чотирирядкова монострофа (трапляються 6- і 8-рядкові строфи) з однією римою, як правило, 15-складник з обов'язковою цезурою після 7-го складу. Твори такої форми з'явилися у XI—XII ст., найповнішого розквіту сягнули в поезії Нагапета Кучака (XVI ст.):
Я череп висохлий уздрів, штовхнув його ногою.
Він посміхнувся і сказав: «Що робиш ти, герою!
Я вчора був такий, як ти, наповнений жагою,
А нині я лежу в землі, мов грудка перегною»
(переклад Д. Павличка).

## Джерело
- Літературознавчий словник-довідник за редакцією Р. Т. Гром'яка, Ю. І. Коваліва, В. І. Теремка. — К.: ВЦ «Академія», 2007